# Къща на улица „Елевтериос Венизелос“ № 69
Къщата на улица „Елевтериос Венизелос“ № 69 (на гръцки: Κτήριο οδού Βενιζέλου 69) е историческа постройка в източномакедонския град Кавала, Гърция.

## Местоположение
Къщата е разположена на улица „Елевтериос Венизелос“.

## История
Къщата е построена в 1884 година заедно със съседната Сграда на Кавалското музикално училище, но към второто десетилетие на XXI век е изоставена.

## Архитектура
Къщата е уникален пример за френска рококо архитектура в Кавала. Всички външни повърхности са украсени с декоративни елементи.